# NGC 130
NGC 130 es una galaxia lenticular localizada en la constelación de Piscis. Fue descubierta el 4 de noviembre de 1850 por Bindon Stoney, el mismo día en que descubrió NGC 126 y NGC 127. Esta galaxia pertenece al grupo de galaxias NGC 128.
Fue descrita por Dreyer como "muy débil, muy pequeño, redondo, al este de h25", (JH) 25 es NGC 128. La posición precesa a RA 00h 29m 20,2s, Dec +02º 52' 24", aproximadamente 0,4 minutos de arco al noreste del centro de la galaxia, un poco más allá de su extensión noreste; pero incluso si la posición fuera un poco más, su posición directamente al este de "h25" aseguraría la identificación.